# Peter Frank
Peter Frank Andersen (ur. 26 maja 1970 w Rødovre) – duński piłkarz występujący na pozycji obrońcy.

## Kariera klubowa
Frank karierę rozpoczynał w 1988 roku w zespole BK Frem. W 1989 roku odszedł do KB, ale w 1990 roku wrócił do Fremu. Następnie grał w Lyngby BK oraz Herfølge BK, a w styczniu 1998 roku przeszedł do francuskiego RC Strasbourg. W Ligue 1 zadebiutował 7 marca 1998 w przegranym 0:1 meczu z AS Cannes. Graczem Strasbourga był przez rok. Następnie wrócił do Danii, gdzie grał w drużynach Akademisk BK oraz Herfølge BK, a potem zakończył karierę.

## Kariera reprezentacyjna
Frank jest byłym reprezentantem Danii U-21. W 1992 roku jako zawodnik tej kadry, wziął udział w Letnich Igrzyskach Olimpijskich, zakończonych przez Danię na fazie grupowej.